# 首都三司
首都大专院校红卫兵革命造反总司令部，又稱首都紅衛兵第三司令部，简称首都三司，1966年9月6日成立，1967年后不再活跃。发起人和总负责人是朱成昭，但蒯大富名气更大，许多人误认他为首都三司司令。出版刊物《首都红卫兵》，售往全国各地。

## 活动
1966年12月16日在北京的工人体育馆组织了一万多人参加的控诉“联动”的群众大会。1967年2月在中央文革小组授意下捣毁“联动”据点，在京抓捕139人，并举办“联动罪行展览”。此外也在全国各地支持造反派。